# Московський центр неперервної математичної освіти
Московський центр неперервної математичної освіти (рос. Московский центр непрерывного математического образования, МЦНМО) — приватна освітня установа, що ставить за мету збереження традицій математичної освіти. В центрі діє Незалежний московський університет, функціонує видавництво, підтримуються тематичні портали math.ru та problems.ru, організовуються математичні олімпіади та гуртки для школярів, працює редакція журналу «Квантик», методична лабораторія теорії ймовірностей та статистики.
Є організатором Московської математичної олімпіади, Літньої багатопрофільної школи МЦНМО та літньої школи «Сучасна математика».
Веде рейтинг російських шкіл на підставі результатів єдиних державних екзаменів.
В рамках видавничої діяльності випускаються книги з математики різної тематики: від популярної математичної літератури для школярів до монографій із сучасної математики. Видається щорічний науковий журнал Математическое просвещение з додатками для школярів.
У приміщенні центру працює магазин «Математична книга». На початку 2010-х років з питання прав на поширення журналу «Квант» та через видання журналу «Квант+» центр був залучений до судових процесів з колишнім видавцем журналу видавництвом «Квантум».